# Macrocalamus vogeli
Macrocalamus vogeli är en ormart som beskrevs av David och Pauwels 2005. Macrocalamus vogeli ingår i släktet Macrocalamus och familjen snokar. Inga underarter finns listade i Catalogue of Life.
Denna orm är endast känd från ett naturskyddsområde på södra Malackahalvön i delstaten Pahang i Malaysia. Exemplar hittades mellan 1645 och 1735 meter över havet. Regionen är täckt av fuktiga bergsskogar. Macrocalamus vogeli gräver tidvis i det översta jordlagret. Honor lägger ägg.
För beståndet är inga hot kända även om utbredningsområdet är litet. IUCN kategoriserar arten globalt som livskraftig.